# Fabio Sartor
Fabio Sartor (* 12. Oktober 1954 in Castelfranco Veneto; † 6. November 2024 in Rom) war ein italienischer Schauspieler.

## Leben
Fabio Sartor wuchs im norditalienischen Castelfranco Veneto auf. Nach seinem Schulabschluss studierte er zunächst Fotografie an der Universität Venedig.
Danach absolvierte Sartor eine professionelle Schauspielausbildung an einer Schauspielschule in Rom, wo er fortan lebte. Als Bühnendarsteller wirkte er an verschiedenen Theaterhäusern in ganz Italien mit, darunter auch in Theaterstücken von Molière. Von 1986 bis 2023 wirkte er als Schauspieler vor der Kamera in über 60 Film-und-Fernsehproduktionen mit.
Sartor war von 1988 bis 1994 mit der dänischen Schauspielerin Connie Nielsen liiert. Sein aus dieser Beziehung stammender Sohn Sebastian Sartor (* 1989) ist ebenfalls als Schauspieler tätig.
Fabio Sartor starb am 6. November 2024 im Alter von 70 Jahren in Rom.

## Filmografie (Auswahl)
- 1986: Angelina (La signora della notte)
- 1987: Der Bauch des Architekten (The Belly of an Architect)
- 1987: Aurelia
- 1987: Off Balance – Der Tod wartet in Venedig (Un delitto poco comune)
- 1990: Die Entführung der Achille (Voyage of Terror: The Achille Lauro Affair, Fernsehfilm)
- 1996: Bedrohliche Schatten (La casa dove abitava Corinne, Fernsehfilm)
- 1997: Nirvana – Jagd im Cyberspace (Nirvana)
- 1998: Einladung zum Mord (Provincia segreta, Miniserie)
- 1999: Die Bibel – Jesus (Jesus, Fernsehfilm)
- 1999: Nicht von dieser Welt (Fuori dal mondo)
- 2000: Lushins Verteidigung (The Luzhin Defence)
- 2001: Besuch aus Sizilien (Signes de vie, Fernsehfilm)
- 2004: Die Passion Christi (The Passion of the Christ)
- 2004: The Fallen
- 2006: Im Zeichen des Drachen (La moglie cinese, Miniserie)
- 2008: Von Liebe und Rebellion (D'amour et de révoltes, Fernsehserie)
- 2011: Rossella (Fernsehserie, 7 Folgen)
- 2015: Die Bergpolizei – Ganz nah am Himmel (Un passo dal cielo, Fernsehserie, 1 Folge)
- 2021: The Italian Banker
- 2023: Black Out (Miniserie, 6 Folgen)